# خوان گارو
خوان گارو (انگلیسی: Juan Garro؛ زادهٔ ۲۴ نوامبر ۱۹۹۲) بازیکن فوتبال اهل آرژانتین است.
از باشگاه‌هایی که در آن بازی کرده‌است می‌توان به باشگاه فوتبال گودوی کروز اشاره کرد.